# Arab Bank - Syrie
Arab Bank - Syrie (البنك العربي - سورية) est une banque syrienne fondée en 2005 à Damas. Son capital social s'élève à 30 millions de dollars detenu a 49 % par l'Arab Bank plc et à 26,67 % par les actionnaires syriens.
L’Arab Bank - Syrie est l'une des banques les plus dynamiques de la Syrie connue pour la qualité de ses services. En 2007, elle devient la première banque privée en Syrie.
Elle est la première banque du pays qui lance la carte MasterCard (version nationale et internationale).